# Крепидот мягкий
Крепидо́т (крепидо́тус) мя́гкий (лат. Crepidotus mollis) — вид грибов рода Крепидот (Crepidotus). Типовой вид рода.

## Описание
Плодовые тела шляпочные, сидячие или с рудиментарной слабо выраженной ножкой.
Шляпка диаметром 0,5—6 см, от выпуклой до распростёртой, округло-вееровидная, раковиновидная, может быть с бугорком в месте прикрепления. Край подвёрнутый, с возрастом становится бороздчатым. Поверхность кремового, жёлто-оранжевого или коричневого цвета, желатинозная, гладкая, в центре могут иметься точечные чешуйки.
Пластинки приросшие или свободные, узкие, частые, от белого до кремового или светло-коричневого цвета, края ровные, иногда более светлые.
Мякоть кремовая, толстая, без запаха, со сладковатым вкусом.
Остатки покрывал отсутствуют.
Споровый порошок коричневый. Споры неамилоидные, эллипсоидальные, яйцевидные, слегка несимметричные, размерами 7—11,5×5—6,5 мкм, гладкие, тонкостенные.
Хейлоцистиды мешковидные, ампуловидные или цилиндрические, размерами 25—65 (80)×5—10 мкм.
Гифальная система мономитическая, гифы без пряжек, диаметром 3—10 (15) мкм. Тип пилеипеллиса — кутис, состоит из радиально расположенных гиф, гладких или с точечной орнаментацией. Гифы мякоти шляпки сильно ветвящиеся, имеют вздутия в местах ветвления, плотно расположенные.
Трама пластинок правильная, гифы сильно агглютинированы.
Базидии четырёхспоровые, от булавовидных до почти мешковидных, размерами 18—30×6—9 мкм, без пряжки в основании.

## Экология
Сапротроф на остатках древесины лиственных пород, изредка на хвойных, вызывает белую гниль. Иногда встречается на обработанной древесине и в дуплах живых деревьев. Распространён в Северном полушарии, Африке, Южной Америке. Растёт на древесине многих пород, в том числе клёна (Acer), тополя (Populus), ольхи (Alnus), бука (Fagus), дуба (Quercus), платана (Platanus) и других.